# Mallory Franklin
Mallory Franklin (ur. 19 czerwca 1994 r. w Windsor w hrabstwie Berkshire) – brytyjska kajakarka górska występująca głównie w konkurencji kanadyjek, srebrna medalistka olimpijska, czterokrotna mistrzyni świata, sześciokrotna mistrzyni Europy.